# 阿德琳妮·柯瑞
阿德琳妮·柯瑞（Adrienne Corri；1931年11月13日—2016年3月13日） 是一位苏格兰女演员，曾在《发条橙子》中饰演的玛丽·亚历山大。

## 生平
她出生于格拉斯哥，原姓里科博尼（Riccoboni），电影处女作是《浪漫时代》（1949年）。她1961年与演员丹尼尔·梅西结婚，1967年离婚，中间息影，离婚后重新开始演员生涯。
2016年3月13日，她在伦敦家中死于冠状动脉疾病。